# Центр європейських та трансатлантичних студій
Центр європейських та трансатлантичних студій — проводить аналіз тенденцій розвитку в трансатлантичному середовищі, трансформації НАТО, сучасного стану та перспектив розвитку Європейського Союзу, позиціювання України в цих процесах.

## Завдання центру
- Сприяння розвитку та зміцненню трансатлантичних відносин в умовах сучасних викликів;
- вироблення практичних та теоретичних рекомендацій для повної інтеграції України в структури європейського та трансатлантичного співробітництва та їх імплементації через механізми громадянського суспільства, державні структури, які діють на засадах безумовного дотримання принципів верховенства права;
- сприяння зміцненню відносин України з демократичними союзниками в рамках існуючих структур безпеки та оборони, в першу чергу НАТО, підтримуючи докорінну трансформацію структур та цілей Організації Північно-Атлантичного Договору та модернізації сектора безпеки України;
- підтримка курсу євроінтеграції України на умовах збереження засадничих основ національного суверенітету, підтримка ролі Європейського Союзу, як природної складової трансатлантичної спільноти та сприянні розвитку ЄС, як міждержавного інституту із військово-безпековою складовою, що доповнює, а не суперечить діяльності НАТО.

## Діяльність
Центр організує та проводить конференції та круглі столи, готує аналітичні видання.
Серед заходів, організованих або проведених за участі центру:
- Конференція «Основні інструменти вступу в НАТО. Досвід держав, що приєдналися до НАТО, та перспективи для України», за сприяння Центру інформації та документації НАТО в Україні, 26 квітня 2005 року.
- Круглий стіл «Україна. НАТО. Перспективи» за участі та сприяння Центру інформації та документації НАТО в Україні, 22 лютого 2005 року.
- Круглий стіл «Україна-ЄС: як скористатися новими шансами», 11 квітня 2005 року.
- Конференція «Україна та Польща — стратегічні партнери», 4 липня 2005 року.
- Міжнародна конференція «Політична трансформація НАТО та стратегія подальшого розширення. Виклики та перспективи для України», 12 червня 2008 року

## Видання
- «Бачення Політики Партнерства НАТО після Чиказького Саміту для України та євроатлантичної безпеки», 2013[1].
- «Трансатлантична безпека, нові виклики та архітектура протиракетної оборони: пріоритети та перспективи для Центральної та Східної Європи та України», 2012. Е-версія[недоступне посилання з липня 2019].
- «Нова Стратегічна Концепція НАТО. Безпекові та оборонні виклики для «Вишеградської Четвірки» та України заради посилення євроатлантичної солідарності», 2011. Е-версія [Архівовано 15 грудня 2014 у Wayback Machine.].